# Eyjólfur Sverrisson
Eyjólfur Gjafar Sverrisson (né le 3 août 1968) est un footballeur islandais. Depuis 2005, il mène une carrière d'entraîneur. Il a été l'entraîneur de l'équipe nationale de football d'Islande de 2005 à 2007.
Il est le père de Hólmar Örn Eyjólfsson, qui a signé pour West Ham lors de l'été 2008.

## Palmarès
VfB Stuttgart
- Championnat d'Allemagne (1) : 1992
- Supercoupe d'Allemagne (1) : 1992

 Beşiktaş JK
- Championnat de Turquie (1) : 1995

 Hertha BSC Berlin
- Coupe de la Ligue allemande (2) : 2001, 2002